# Mijndense sluis
De Mijndense sluis is in Nederland een schutsluis die een verbinding vormt tussen de rivier de Vecht en de Loosdrechtse Plassen via de Westelijke Drecht. De sluis ligt in de Noord-Hollandse gemeente Wijdemeren. De ophaalbrug direct naast de sluis bevindt zich op de grens van Wijdemeren en de Utrechtse gemeente Stichtse Vecht.
De eerste aanleg van een sluis op deze locatie dateert uit de 17e eeuw. Rond dat tijdperk vond in het Loosdrechtse veengebied turfwinning plaats. Met de komst van de sluis ontstond een (nieuwe) verbinding op de Vecht om turf naar afnemers te transporteren.
Omstreeks het jaar 2000 is de sluis compleet vernieuwd en groter uitgevoerd. De kolk heeft een voor Nederlandse begrippen zeer afwijkende vorm omdat ze in een natuurlijke kromming van de (Westelijke) Drecht is aangelegd en die volgt. Zo'n 20.000 keer per jaar wordt de sluis vandaag de dag door de scheepvaart gebruikt, voor het merendeel door de recreatieve vaart. De sluis speelt tevens een rol in de waterhuishouding van het gebied. Door de sluis kan het verval ongeveer een meter bedragen. Vrijwel direct ten westen van de sluis vindt de aansluiting plaats op de Vecht met daartussen nog een ophaalbrug. De bediening voor de scheepvaart van de sluis en de brug geschiedt door een brugwachter ter plaatse tegen doorvaartkosten. De Mijndense sluis vormt de grootste en belangrijkste sluis tussen de Vecht en de Loosdrechtse Plassen. Binnen enkele kilometers ten zuiden van de Mijndense sluis liggen de Weersluis en de Kraaienestersluis die alleen geschikt zijn voor vaartuigen met beperkte afmetingen.

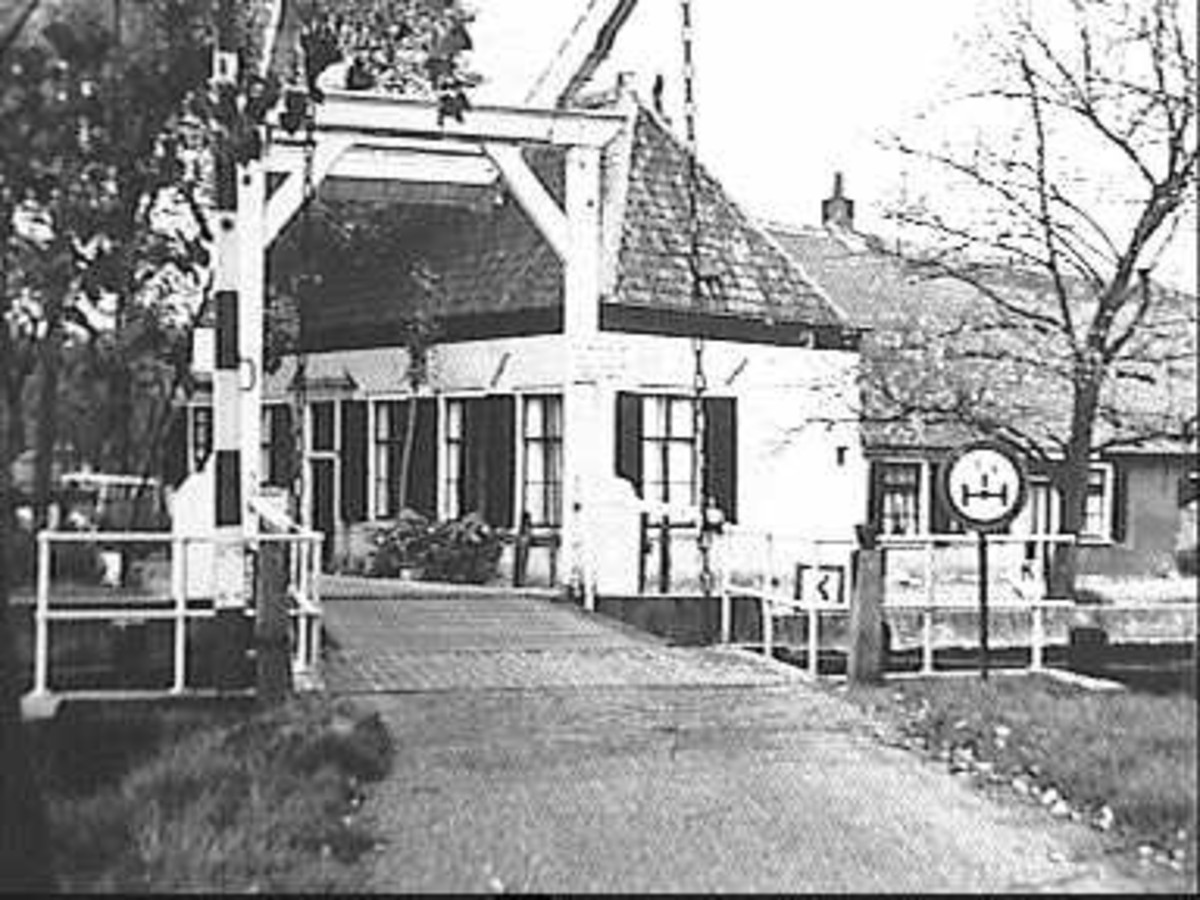
Brug en Huis te Mijnden naast de sluis.